# 잿빛 사랑 노트
《잿빛 사랑 노트》는 한국에서 제작된 오영석 감독의 1990년 드라마 영화이다. 김승진 등이 주연으로 출연하였고 한상윤 등이 제작에 참여하였다.

## 출연

### 주연
- 김승진
- 고은희

### 조연
- 신충식
- 원준
- 김창규

## 기타
- 제작총지휘: 민현석
- 조명: 손달호
- 스틸: 김명락
- 조감독: 유우용
- 스크립터: 정덕진
- 분장: 홍동은